# Das Haus der Temperamente
Das Haus der Temperamente ist eine Posse mit Gesang in zwei Aufzügen von Johann Nestroy. Das Stück entstand 1837 und wurde am 16. November dieses Jahres am Theater an der Wien als Benefizvorstellung für Nestroy uraufgeführt.

## Inhalt
Das Haus der Temperamente besteht aus vier Wohnungen, die von vier Familien mit unterschiedlichen Temperamenten bewohnt werden: Oben wohnt der Choleriker Herr von Braus mit seiner Tochter Walburga und seinem Sohn Robert, daneben wohnt der Phlegmatiker Herr von Fad mit Agnes und Edmund; unten wohnt der Melancholiker Herr von Trüb mit Guido und Irene, und daneben wohnt der Sanguiniker Herr von Froh mit Felix und Marie. Während des ganzen Stückes handeln alle Personen stets ihrem Temperament entsprechend. Nestroy zeigt in seiner Posse im Querschnitt dieses Wohnhauses die vier Familien, deren Charaktereigenschaften durch ihre Temperamente gekennzeichnet sind und deren Kinder mit jeweils gegenteiligem Temperament sich ineinander verlieben. Verwicklungen und Intrigen werden vom Kleiderputzer Hutzibutz und dem Friseur Schlankel sowie dem Stubenmädchen Isabella raffiniert eingefädelt.

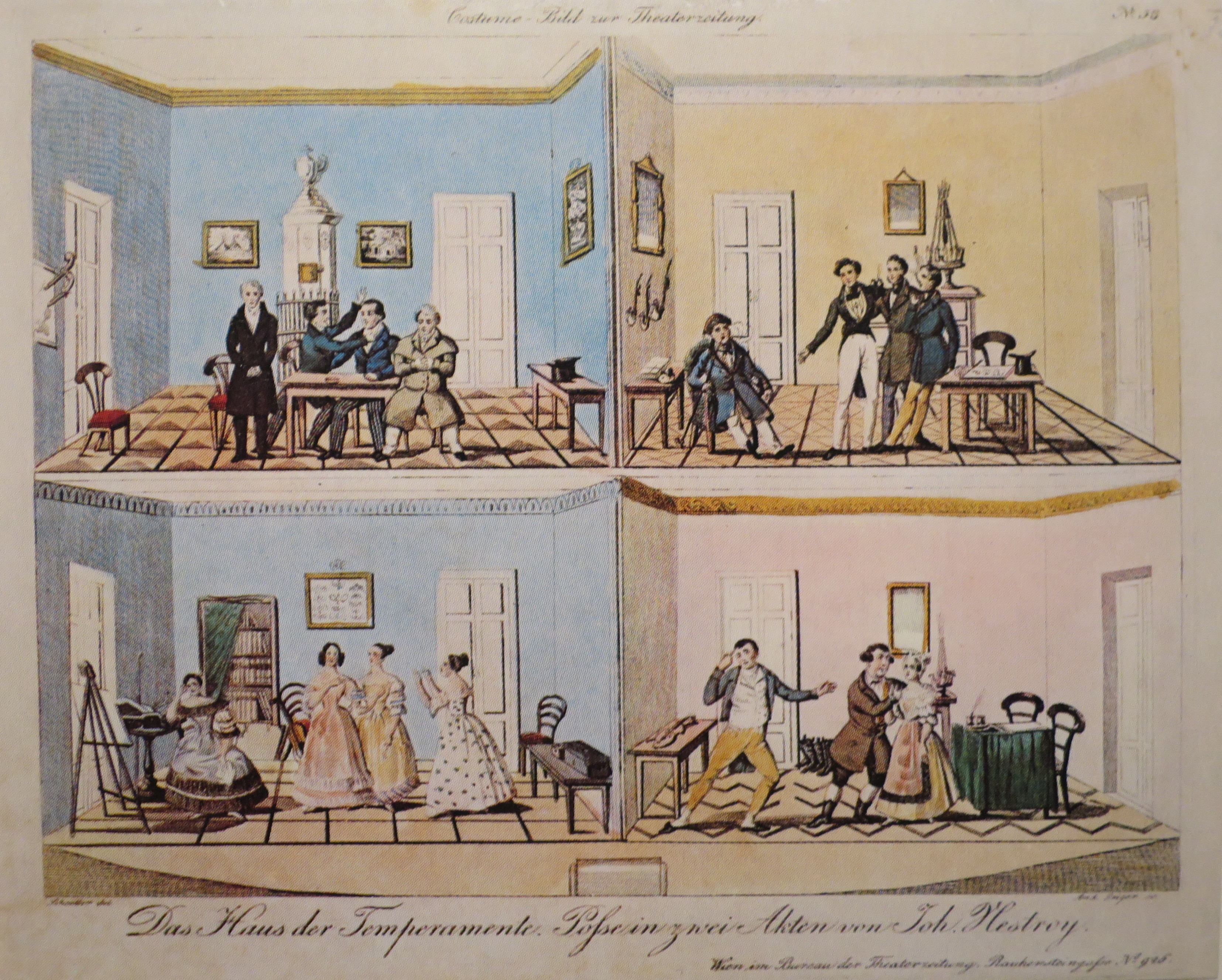
Das vierteilige Bühnenbild, Kupferstich von Andreas Geiger, 1838.

Die Töchter Walburga, Agnes, Irene und Marie sind jeweils den Jugendfreunden ihrer Väter, Sturm, Schlaf, Schmerz und Glück, versprochen und sollen bei deren Besuch mit ihnen verlobt werden. Im Geheimen und hinter dem Rücken der Väter gibt es jedoch Liebesgeschichten mit den Söhnen der anderen – gegensätzlichen – Familien und damit Temperamente: Walburga Braus mit Edmund Fad, Agnes Fad mit Robert Braus, Irene Trüb mit Felix Froh, Marie Froh mit Guido Trüb, die nach Monaten der Abwesenheit aus Prag heimkehrten. Die Kommunikation der heimlichen Amouren läuft über den Kleiderputzer Hutzibutz. Darauf ist der Friseur Schlankel eifersüchtig und beginnt zu intrigieren:
Ich war immer Schutzgeist der Liebe, wenigstens so oft was heraus g'schaut hat dabei; jetzt muss ich als böser Dämon handeln, als Rachegespenst, als Eumenidische Furie. So weit können die Verhältnisse einen Balbirer bringen. (Erster Act, neunzehnte Scene)
Er lässt zunächst alle Beziehungen auffliegen, wird dann aber durch das Stubenmädchen Isabella, in das er verliebt ist, auf die Seite der jungen Paare gezogen. Die eintreffenden Jugendfreunde aus Straßburg werden in die falschen Wohnungen geführt, wo sie sich prompt in die falschen Töchter verlieben und beim vermeintlichen Freund durch ihre „veränderte Art“ unangenehm auffallen, während die Söhne wiederum versuchen, sich bei ihren Schwiegervätern in spe beliebt zu machen. Als der „Irrtum“ bekannt wird, beharren die Jugendfreunde zwar auf ihre „neuen“ Verlobten, doch willigen die Väter letztlich in die Herzenswünsche ihrer Kinder ein. Der um seinen erhofften Liebeslohn geprellte Schlankel prophezeit ihnen jedoch eine unsichere Zukunft:
Wenn ich nicht in sechs Wochen aus alle die Mariagen Ehescheidungen heraus bring, dann will ich nicht mehr Schlankel heißen, und häng 's Intrigantenfach für Zeitlebens auf'n Nagl. (Zweiter Act, letzte Scene)

## Werksgeschichte
Das Haus der Temperamente entstand 1837 und wurde am 16. November dieses Jahres am Theater an der Wien unter der Regie von Direktor Carl Carl uraufgeführt. Für dieses Werk von Johann Nestroy gab es keine literarische Vorlage, wenn auch das Spiel mit den Gegensätzen der vier klassischen Temperamente von vielen Autoren schon früher verwendet worden war. Ein englisches Stück, nämlich Jonathan Bradford, or, The Murder at the Roadside Inn (1833) von Edward Fitzball, hatte eine viergeteilte Bühne, allerdings ist inhaltlich keine Ähnlichkeit zu Nestroys Werk erkennbar, scheidet also als Quelle wohl aus.
Das Stück ist durch die viergeteilte Bühne auch heute noch eine theatertechnische Herausforderung. Nestroy hatte zuvor schon eine Posse für eine zweigeteilte Bühne geschrieben, nämlich Zu ebener Erde und erster Stock, das neue Werk kann somit als Weiterentwicklung der Grundidee gesehen werden. Die Szenenanweisungen für die Wohnungen in Das Haus der Temperamente lauten: hochrot das Zimmer der Choleriker, lichtgelb die Malerei für die Phlegmatiker, grau mit dunkler Verzierung (so düster als möglich gehalten) für die Melancholiker, himmelblau oder rosenrot für die Sanguiniker.
Johann Nestroy spielte den Friseur Mankel/Schlankel, Wenzel Scholz den Kleiderputzer Hutzibutz, Ignaz Stahl den Herrn von Braus, Alois Grois den Herrn von Fad, Friedrich Hopp den Herrn von Froh, Franz Gämmerler den Felix, Eleonore Condorussi die cholerische Walburga, Nestroys Lebensgefährtin Marie Weiler das Stubenmädchen Isabella.
Bald nach der ersten Aufführungsserie wurde das Werk gekürzt und 1852 war es auf einen Einakter reduziert worden.
Ein Originalmanuskript Nestroys ist nicht überliefert, es existiert lediglich die Zensurversion von fremder Hand (mit einigen handschriftlichen Korrekturen Nestroys und dem eigenhändigen Vermerk von Direktor Carl: eingereicht für das k.k.p. Theat. a.d. Wien, Wien d. 20t Oct. 1837), sowie die gesamte eigenhändige Partitur von Adolf Müller.

## Zeitgenössische Kritik
Das Publikum war begeistert, die Premiere wurde ein großer Erfolg, das Stück wurde bis 1860 noch 84-mal gespielt. Auch die Theaterkritik äußerte sich sehr positiv.
Über die Darsteller schrieb Der Humorist von Moritz Gottlieb Saphir, der Nestroy oft sehr ablehnend gegenüberstand, am 20. November 1837 (Nr. 171, S. 683 f.):
„Nächst dem vortrefflichen und wirksamen Spiele der Herren Scholz und Nestroy, als Stiefelputzer und Barbier, […] Mad. Gerlach, und Dlle. Condorussi leisteten in ihren verschiedenen Temperamenten Verdienstliches. Dlle. Weiler trug einige Gesangsnummern recht artig vor.“
In Adolf Bäuerles Wiener Theaterzeitung war nach der Uraufführung bereits am 18. November 1837 zu lesen:
„Wer besitzt nicht gern ein Cassastück, ein Cassastück von Nestroy, […]? Hier ist wieder ein solches Stück, aber es ist zehnmal schwerer zu spielen und in Szene zu setzen, als jede Zauberoper.“
Der Wanderer vom 20. November („[…] die Meisterschaft des Verfassers im vollen Sinne beurkundet.“), Der Telegraph vom selben Tag („[…] dass ihm dafür das größte Lob ertheilt werden muss.“) und andere Kritiker stießen in das gleiche Horn. Sehr originell war die zweite Kritikversion in der Theaterzeitung, ebenfalls vom 20. November – das Zeitungsblatt war viergeteilt wie der Bühnenprospekt und in den vier Abteilungen schrieben je ein Choleriker, ein Phlegmatiker, ein Melancholiker und ein Sanguniker ihre (positive) Meinung über das Stück nieder.
Ein Beispiel moderner Kritik ist das Zitat von Gustav Manker, der 1965 im Stück selbst Regie führte, in Paulus Mankers Buch Der Theatermann Gustav Manker. Spurensuche:
„Die Posse ‚Das Haus der Temperamente‘ gehört zu Nestroys Meisterwerken. Der dramaturgische Aufbau, aufs Höchste kompliziert durch die fast gleichzeitig geführte vierfache Handlung, ist von Nestroy selbst in solcher mathematischer Prägnanz nicht übertroffen worden.“

## Spätere Interpretationen
Otto Rommel reiht dieses Stück in die Gruppe der durch kein Moralisieren oder Dozieren „verfälschten“ Possen ein, zu denen er für den Zeitraum bis 1845 auch Eulenspiegel oder Schabernack über Schabernack (1835), Der Affe und der Bräutigam (1836), Einen Jux will er sich machen (1842), Liebesgeschichten und Heurathssachen (1843) und Eisenbahnheirathen oder Wien, Neustadt, Brünn (1844) zählt. Das am raffiniertesten der Commedia dell’arte nahekommende sei eindeutig Das Haus der Temperamente. Das alte Possenmotiv vom widerstrebenden Vater, dem liebenden Paar und den geschickt helfenden Intriganten werde hier gleich vierfach variiert. Es sei Nestroys geniale Idee gewesen, alles gleichzeitig auf einer viergeteilten Bühne zu zeigen, dadurch stünden alle Auftritte in direktem Zusammenhang und alle Intrigen und Liebesszenen könnten parallel betrachtet werden. Eine Beziehung zu dem am 15. Jänner 1837 aufgeführten Stück Die vier Temperamente von Fr. W. Ziegler sei nicht gegeben.
Franz H. Mautner stellt fest, dass Konzeption und Durchführung der Idee, die klassischen vier Temperamente gleichzeitig auf eine Bühne zu bringen, Nestroys intellektuell-abstrahierende Sehweise deutlich zeige. Das Stück ist durchkonstruiert, die Menschen sind lediglich Marionetten ihrer charakterlichen Anlagen, echte Realität ist der Abstraktion geopfert, das Werk wird derart zum Lehrstück der Typenpsychologie. Als Lesestück vermittle es einen eher indifferenten Eindruck, auf der Bühne gewährt der anschauliche, gleichzeitig ablaufende Kontrast einen unterhaltsamen Anblick. Die schon zitierte Theaterzeitung vermerkte dazu am 18. November 1837:
„Wie sehr das denkende […] Publikum den Wert dieses Stückes aufgefasst, geht aus dem Umstande hervor, dass es Herrn Nestroy nach mehreren Szenen, welche keinen anderen Effekt als den des Kontrastes oder der Situation hatten und bei welcher er nicht einmal beschäftigt war, lärmend ein- und zweimal hervorrief.“
Dennoch zählt das Stück nicht zu den ganz großen Erfolgen Nestroys.
Max Reinhardt hat zweimal geplant, das Stück zu inszenieren, 1924 und 1937, er hat es einmal sogar bis zur Hauptprobe gebracht, dann aber nicht herauskommen lassen.
1953 inszenierte Gustav Manker am Wiener Volkstheater eine Bearbeitung des Stückes von Helmut Qualtinger und Carl Merz, die die Nachkriegs-Situation im geteilten Wien während des Ringens um den Abschluss des Staatsvertrags Bezug nahm, die vier Bräutigame aus Straßburg (Sturm, Schlaf, Schmerz, Glück) im zweiten Teil wurden zu Vertretern der vier Besatzungsmächte. Qualtinger und Merz nannten sie Giftshipple (Amerikaner), Melancholenkow (Russe), Sleepwell (Engländer) und Bonheur (Franzose); Besetzung: Hans Putz (Schlankel), Hugo Gottschlich (Hutzibutz), Paula Pfluger (Isabella), Otto Woegerer (Braus), Harry Fuss (Robert), Otto Schenk (Edmund), Hilde Sochor (Agnes), Walter Kohut (Guido).
In einer Festaufführung im Theater an der Wien (Wiener Festwochen) im Mai 1965 (Regie und Bühnenbild: Gustav Manker) traten in einer von Karl Farkas geschaffenen Bearbeitung die vier Freier ebenfalls als Vertreter der seinerzeitigen Besatzungsmächte Russland, USA, England und Frankreich auf; Besetzung: Karl Paryla (Schlankl), Hugo Gottschlich (Hutzibutz), Hilde Sochor (Isabella), Hermann Thimig (Braus), Rudolf Strobl (Robert), Hans Olden (Fad), Kurt Sowinetz (Edmund), Hans Thimig (Trüb), Peter Matic (Guido), Hans Holt (Froh), Alfred Böhm (Felix), Maxi Böhm (Happy), Karl Farkas (Lamentow), Peter Hey (Nevermind), Richard Eybner (Parbleu).
1969 inszenierte Gustav Manker als Eröffnungspremiere der Intendanz Boy Gobert am Hamburger Thalia Theater das Stück mit Hans Putz als Friseur, Kurt Sobotka als Kleiderputzer Hutzibutz, Vera Borek als Stubenmädchen Isabella, Karl Merkatz als „faden“ Sohn Edmund und Silvia Fenz als Tochter Agnes.
1990 inszenierte die Nestroy-Schauspielerin Hilde Sochor am Wiener Volkstheater das Stück mit Schlankel: Heinz Petters, Isabella: Gabriele Schuchter, Braus: Rudolf Strobl, Walburga: Viktoria Schubert, Fad: Fritz Holzer, Edmund: Cornelius Obonya, Guido: Andreas Vitásek, Irene: Beatrice Frey

## Text
- Text auf zeno.org